# Ye Qiaobo
Ye Qiaobo (chinesisch 葉喬波 / 叶乔波, Pinyin Yè Qiáobō; * 3. Juni 1964 in Changchun, Jilin) ist eine ehemalige chinesische Eisschnellläuferin. Sie gewann 1992 über 500 Meter und 1000 Meter die ersten beiden Medaillen für China bei Olympischen Winterspielen.
Von 1985 bis 1994 gehörte Ye dem chinesischen Nationalteam an. Nach einer Dopingsperre Ende der 1980er-Jahre zählte sie zwischen 1991 und 1994 zu den erfolgreichsten Kurzstreckenläuferinnen der Welt. 1992 und 1993 wurde sie zweimal Sprintweltmeisterin. Zudem gewann sie 1992 in Albertville und 1994 in Lillehammer insgesamt drei olympische Medaillen über 500 und 1000 Meter, jeweils bei Siegen der US-Amerikanerin Bonnie Blair. Nach ihrer aktiven Laufbahn betätigte sich Ye als Unternehmerin und förderte unter anderem die Entstehung zweier Skihallen in Peking und Shaoxing, die ihren Namen tragen.

## Sportliche Laufbahn

### Anfänge und Dopingsperre
Als Tochter eines früheren Amateurzehnkämpfers kam Ye Qiaobo in ihrer Heimatstadt Changchun früh mit der Leichtathletik in Kontakt. Weil die Trainer der örtlichen Sportschule sie wegen ihrer Körperhaltung beim Laufen als Leichtathletin ablehnten, trat sie im Alter von zehn Jahren dem Eisschnelllaufteam der Schule bei. 1977 wurde sie in die Eisschnelllaufmannschaft der Volksbefreiungsarmee aufgenommen und gewann 1981 den Titel bei den chinesischen Mehrkampfmeisterschaften ihrer Altersklasse. Von 1981 bis 1983 nahm sie dreimal in Folge an den Juniorenweltmeisterschaften teil und erreichte als bestes Ergebnis 1982 einen 18. Rang. Während ihrer Zeit als Nachwuchsläuferin erlitt Ye eine Subluxation im Bereich der Halswirbelsäule. Sie setzte ihre Karriere fort, obwohl sie damit eine Lähmung riskierte, und erhielt 1985 einen Platz im Nationalkader. Bei den Winter-Asienspielen 1986 gewann sie über 500 Meter und 1500 Meter – jeweils bei Siegen der Japanerin Seiko Hashimoto – zwei Bronzemedaillen.
1988 gehörte Ye Qiaobo zum chinesischen Aufgebot für die Olympischen Winterspiele 1988 in Calgary. Eine Woche vor der olympischen Eröffnungsfeier am 13. Februar fand im US-amerikanischen West Allis die Sprintweltmeisterschaft statt, bei der Ye und Wang Xiuli die beiden chinesischen Startplätze einnahmen. Im Gesamtklassement platzierte sich Ye nicht unter den besten Zehn. Während der WM fiel sowohl bei Ye als auch bei Wang ein Dopingtest positiv aus. Nachgewiesen wurde die Verwendung des anabolen Steroids Methyltestosteron. Ye erhielt eine 15-monatige Sperre und musste wie auch Wang Xiuli Calgary vor Beginn der olympischen Wettkämpfe verlassen. Der Grund für die Abreise der Athletinnen wurde nicht offen kommuniziert – die größte chinesische Sportzeitschrift nannte eine Verletzung als Ursache. Vier Jahre später erklärte Ye bei einer Pressekonferenz im Rahmen der Winterspiele 1992, sie habe die unerlaubten Substanzen ohne ihr Wissen vom Mannschaftsarzt erhalten. Sie habe ihre Karriere beenden wollen, aber nach einem Zeitungsbericht viel Zuspruch aus der chinesischen Bevölkerung erfahren und sich deswegen entschieden, ihre Laufbahn fortzusetzen.

### Weltmeistertitel und olympische Medaillen
Nach ihrer Rückkehr in das internationale Wettkampfgeschehen war Ye Qiaobo Anfang der 1990er-Jahre eine der führenden Kurzstreckenläuferinnen auf dem Eis: Bei der Sprintweltmeisterschaft 1991 in Inzell lief sie in allen vier Rennen über 500 Meter und 1000 Meter die zweitschnellste Zeit und gewann hinter der Deutschen Monique Garbrecht die Silbermedaille. In den beiden folgenden Jahren – bei den Welttitelkämpfen 1992 in Oslo und 1993 in Shibukawa – holte sie jeweils vor der US-Amerikanerin Bonnie Blair die Goldmedaille. Ye wurde damit erste chinesische Eisschnelllaufweltmeisterin. Zudem gewann sie zwischen 1991 und 1993 13 Weltcuprennen, elf davon über 500 Meter und zwei über 1000 Meter. Am Ende der Weltcupsaison 1992/93 stand sie an der Spitze der 500-Meter-Gesamtwertung, nachdem sie über diese Distanz alle sechs Rennen des Winters für sich entschieden hatte.
Im Vorfeld der Olympischen Winterspiele 1992 in Albertville galt Ye auf den Kurzstrecken neben Monique Garbrecht und Angela Hauck als größte Herausforderin der favorisierten Bonnie Blair. Sowohl über 500 Meter (am 10. Februar) als auch über 1000 Meter (am 14. Februar) gewann sie hinter Blair die Silbermedaille und damit die ersten chinesischen Medaillen bei Winterspielen in der olympischen Geschichte des Landes. Im 500-Meter-Rennen lief Ye in einer Paarung mit Jelena Tjuschnjakowa aus dem Vereinten Team und sah sich beim Bahnwechsel von der Russin behindert. Die chinesische Delegation beantragte erfolglos eine Wiederholung des Laufes. Vier Tage später betrug Yes Rückstand auf Blair über 1000 Meter zwei Hundertstelsekunden.
Sechs Monate vor den Olympischen Winterspielen 1994 in Lillehammer unterzog sich Ye einer Operation, bei der Knochensplitter aus ihrem Knie entfernt wurden. In der Saison 1993/94 verzichtete sie auf einen Großteil der Weltcuprennen. Sie belegte den fünften Platz bei der Sprint-WM 1994 und gewann bei den olympischen Wettkämpfen in Lillehammer die Bronzemedaille über 1000 Meter, nachdem sie zuvor über 500 Meter den 13. Rang erreicht hatte. In beiden Rennen hatte sie mehr als eine Sekunde Rückstand auf die Siegerin Bonnie Blair. Ye sagte nach den olympischen Rennen, dass sie weiterhin unter Schmerzen gelitten habe und nicht gut genug in der Lage gewesen sei, ihr Knie in der richtigen Hocke für das Laufen zu halten. Im März 1994 verkündete sie als Folge der Knieoperation das Ende ihrer sportliche Laufbahn.

## Persönliches
Im Alter von zwölf Jahren verließ Ye Qiaobo die Schule und brachte sich während ihrer Sportlerlaufbahn autodidaktisch Inhalte des Curriculums einer weiterführenden Schule bei, darunter chinesische Literatur und Mathematik. Ab 1980 lernte sie auch Englisch, indem sie englischsprachige Radio- und Fernsehbeiträge verfolgte. Sie unterhielt sich während Wettkämpfen mit ausländischen Trainern und Konkurrentinnen und benötigte keinen Dolmetscher bei Pressekonferenzen.
Anlässlich der Olympischen Spiele von Albertville und Lillehammer in den 1990er-Jahren berichteten mehrere amerikanische Zeitungen über eine Rivalität zwischen Ye Qiaobo und Bonnie Blair und rückten auf Basis von Interviewaussagen eine gegenseitige Abneigung der Sportlerinnen in den Vordergrund: Blair hielt Ye weiterhin ihren positiven Dopingtest von 1988 vor und erachtete die Entschuldigung der Chinesin als irrelevant, was Ye als ungerecht empfand.
Wegen ihrer Knieverletzung konnte Ye nicht als Trainerin arbeiten. Stattdessen studierte sie nach ihrem Karriereende an der Tsinghua-Universität in Peking und erlangte nach sechs Jahren den akademischen Grad Master of Business Administration (MBA). Sie setzte sich für die Förderung des Wintersports in China ein: Im Sommer 2005 eröffnete unter ihrer Beteiligung in Peking die Ye Qiaobo Indoor Skiing Venue (später: Qiaobo Snow World) als erste Skihalle der Stadt. Im September 2009 folgte eine weitere Skihalle in Shaoxing, die ebenfalls Ye Qiaobos Namen trägt. Ye war Mitglied der Politischen Konsultativkonferenz des chinesischen Volkes.

## Statistik

### Olympische Winterspiele
Ye Qiaobo zählte 1992 und 1994 zum chinesischen Olympiaaufgebot. Sie nahm an vier Wettkämpfen teil, in denen sie zwei Silbermedaillen und eine Bronzemedaille gewann.
| Olympische Winterspiele | Olympische Winterspiele | 500 m | 1000 m |
| Jahr                    | Ort                     | 500 m | 1000 m |
| ----------------------- | ----------------------- | ----- | ------ |
| 1992                    | Albertville             | 2.    | 2.     |
| 1994                    | Lillehammer             | 13.   | 3.     |

### Sprintweltmeisterschaften
Von 1988 bis 1994 nahm Ye an fünf Sprintweltmeisterschaften teil und gewann dabei zwei Goldmedaillen und eine Silbermedaille. Die folgende Tabelle zeigt ihre Zeiten – und in Klammern jeweils dahinter ihre Platzierungen – auf den vier gelaufenen Einzelstrecken sowie die sich daraus errechnende Gesamtpunktzahl nach dem Samalog und die Endplatzierung. Die Anordnung der Distanzen entspricht ihrer Reihenfolge im Programm der Sprint-WM.
| Sprint-WM | Sprint-WM  | 500 m 1. Rennen (in Sekunden) | 1000 m 1. Rennen (in Minuten) | 500 m 2. Rennen (in Sekunden) | 1000 m 2. Rennen (in Minuten) | Punkte  | Platz |
| Jahr      | Ort        | 500 m 1. Rennen (in Sekunden) | 1000 m 1. Rennen (in Minuten) | 500 m 2. Rennen (in Sekunden) | 1000 m 2. Rennen (in Minuten) | Punkte  | Platz |
| 1988      | West Allis | DSQ                           | DSQ                           | DSQ                           | DSQ                           | DSQ     | NC    |
| 1991      | Inzell     | 40,80 (2)                     | 1:22,21 0(2)                  | 40,34 (2)                     | 1:21,88 (2)                   | 163,185 | 2. ´  |
| 1992      | Oslo       | 41,68 (5)                     | 1:23,79 0(1)                  | 41,11 (2)                     | 1:25,15 (1)                   | 167,260 | 1.    |
| 1993      | Shibukawa  | 40,23 (1)                     | 1:24,76 (12)                  | 40,46 (1)                     | 1:25,71 (6)                   | 165,925 | 1.    |
| 1994      | Calgary    | 39,61 (5)                     | 1:20,43 0(8)                  | 39,90 (9)                     | 1:19,84 (4)                   | 159,645 | 5.    |

### Mehrkampfweltmeisterschaften
Von 1991 bis 1993 nahm Ye an drei Mehrkampfweltmeisterschaften teil und lief dabei jeweils die schnellste Zeit über 500 Meter, blieb aber ohne ein Top-Ten-Ergebnis. Die folgende Tabelle zeigt ihre Zeiten – und in Klammern jeweils dahinter ihre Platzierungen – auf den vier gelaufenen Einzelstrecken sowie die sich daraus errechnende Gesamtpunktzahl nach dem Samalog und die Endplatzierung. Die Anordnung der Distanzen entspricht ihrer Reihenfolge im Programm der Mehrkampf-WM.
| Mehrkampf-WM | Mehrkampf-WM | 500 m (in Sekunden) | 3000 m (in Minuten) | 1500 m (in Minuten) | 5000 m (in Minuten) | Punkte  | Platz |
| Jahr         | Ort          | 500 m (in Sekunden) | 3000 m (in Minuten) | 1500 m (in Minuten) | 5000 m (in Minuten) | Punkte  | Platz |
| 1991         | Hamar        | 41,85 (1)           | 4:54,95 (20)        | 2:15,34 (13)        | 9:05,71 (16)        | 190,692 | 15.   |
| 1992         | Heerenveen   | 40,09 (1)           | 4:43,01 (29)        | 2:06,76 0(5)        | 8:18,00 (16)        | 179,311 | 16.   |
| 1993         | Berlin       | 40,41 (1)           | 4:43,63 (27)        | 2:10,76 0(7)        | 8:45,57 (12)        | 183,824 | 12.   |

### Weltcupsiege
Ye trat zwischen dem 15. Dezember 1990 und dem 5. Dezember 1993 zu 42 Weltcuprennen an, von denen sie 23 auf dem Podest beendete und 13 gewann, den Großteil davon über 500 Meter.
| Nr. | Datum         | Bahn                        | Ort         | Distanz    | Zeit        |
| --- | ------------- | --------------------------- | ----------- | ---------- | ----------- |
| 1.  | 2. März 1991  | De Uithof                   | Den Haag    | 500 Meter  | 41,07 s     |
| 2.  | 7. Dez. 1991  | Stade de Patinage Olympique | Albertville | 500 Meter  | 40,87 s     |
| 3.  | 8. Dez. 1991  | Stade de Patinage Olympique | Albertville | 1000 Meter | 1:23,00 min |
| 4.  | 14. März 1992 | Ludwig-Schwabl-Stadion      | Inzell      | 500 Meter  | 40,55 s     |
| 5.  | 5. Dez. 1992  | Skating Center Karuizawa    | Karuizawa   | 500 Meter  | 40,35 s     |
| 6.  | 5. Dez. 1992  | Skating Center Karuizawa    | Karuizawa   | 1000 Meter | 40,60 s     |
| 7.  | 6. Dez. 1992  | Skating Center Karuizawa    | Karuizawa   | 500 Meter  | 1:23,18 min |
| 8.  | 12. Dez. 1992 | Taereung Ice Rink           | Seoul       | 500 Meter  | 41,08 s     |
| 9.  | 13. Dez. 1992 | Taereung Ice Rink           | Seoul       | 500 Meter  | 41,04 s     |
| 10. | 16. Jan. 1993 | Eisstadion Davos            | Davos       | 500 Meter  | 40,60 s     |
| 11. | 6. März 1993  | Ludwig-Schwabl-Stadion      | Inzell      | 500 Meter  | 41,04 s     |
| 12. | 13. März 1993 | Thialf                      | Heerenveen  | 500 Meter  | 39,98 s     |
| 13. | 14. März 1993 | Thialf                      | Heerenveen  | 500 Meter  | 39,84 s     |